# 埃文斯湖 (南乔治亚岛)
埃文斯湖（英語：Evans Lake），是南極洲南乔治亚岛撒切爾半島北端的湖，深度较深，形状不规则，位于波阿灣和邁維肯灣的东面。它由英國南極洲地名委員會命名，以纪念英国南极调查局（British Antarctic Survey）淡水生物学家John C. Ellis-Evans。